# Saia-Burgess Electronics
Die Saia-Burgess Controls AG (SBC), kurz SBC, ist eine 100%ige Tochtergesellschaft der Honeywell-Gruppe und entwickelt, produziert und vertreibt seit 1978 Mess- und Regelsysteme. Die äusserst langlebigen Produkte (bis zu 20 Jahren) von SBC werden vor allem in der HLK-Branche eingesetzt. Das vom Hauptsitz in Givisiez, Schweiz, aus geleitete Unternehmen stellt hochwertige Automatisierungslösungen für Gebäude, Energie, Infrastruktur und Maschinen her. Zu den Kunden gehörten Systemintegratoren, Erstausrüster, Hersteller von Chargenmaschinen, Planer oder Betreiber.

## Geschichte
- Die Wurzeln von Saia Burgess Controls (SBC) reichen bis in die Anfänge des 20. Jahrhunderts zurück. 1920 wurde in Bern das Unternehmen «SAIA AG» (Société Anonyme des Interrupteurs Automatiques) gegründet. Zeitgesteuerte Schaltapparate machten nun erste automatische Steuerungssequenzen möglich. Motoren und Schalter wurden in verschiedenen Anwendungen eingesetzt und ständig weiterentwickelt. Parallel zur SAIA AG wurde 1935 in Hinckley (UK) das Unternehmen «Burgess Products Ltd» gegründet – ein Vorreiter der modernen Mikroschaltermechanik. Von 1936 bis 1986 gehörte die SAIA AG zu Landis+Gyr. 1951 zog die SAIA AG von Bern nach Murten und vergrösserte den Standort in der Bahnhofstrasse. Bereits zehn Jahre später konnte das Werk 2 an der Freiburgerstrasse bezogen werden. Im Jahr 1978 folgte schliesslich – damals unter dem Namen PCA (Programmable Controller – Generation A) – die erste Generation unserer Saia PCD Steuerungen und damit der Eintritt ins heutige Geschäftsfeld.
- 1986 wurde die SAIA AG an Burgess Products Ltd verkauft. In den folgenden drei Jahren erlebte das Unternehmen zwei weitere Übernahmen von Finanzgruppen. 1989 fusionierte die Williams Holding die beiden Firmen unter dem Namen Saia Burgess. Parallel dazu kam die zweite Generation von SPS auf den Markt – die PCD (Process Control Device).
- In den folgenden Jahren wurden neue Geschäftsfelder lanciert, darunter auch die Produktion von Millionen von Schrittmotoren für die Automobilindustrie. Nach einem Management-Buyout kehrte die Führung der Firma 1996 zurück in die Schweiz. 1998 folgte darauf der Börsengang der umbenannten Saia-Burgess Electronics AG. Um das anhaltende Wachstum der Steuerungsdivision weiter zu fördern, wurde 2001 die Saia-Burgess Controls AG gegründet. Dies gab neuen Elan für weitere Innovationen, wie Web-Technologie für industrielle Steuerungen.
- 2005 wurde Saia-Burgess an Johnson Electric aus Hongkong verkauft[1]. Zuvor versuchte die japanische Firma Sumida Saia Burgess zu übernehmen, der Verwaltungsrat riet den Aktionären das Angebot von Sumida abzulehnen. Der Umsatz der ehemaligen Saia-Burgess-Gruppe betrug im Geschäftsjahr 2006/2007 580 Mio. US-Dollar. Nach der Übernahme wurde der Geschäftsteil Kleinmotoren / Mikroschalter in den Johnson-Electric-Konzern integriert und operiert seither als Johnson Electric Switzerland. Die Sparte der Steuerungen / Energiezähler behielt den alten Markennamen bei und wurde in die Saia-Burgess Controls AG ausgegliedert, an der Johnson Electric die Mehrheit hält.
- Am 1. Februar 2013 wurde die Saia-Burgess Controls AG, inklusive der Marke "Saia PCD®", für den Kaufpreis von 130 Mio. US-Dollar[2] von Honeywell übernommen[3], nachdem die Transaktion im Oktober 2012 erstmals bekanntgegeben wurde.[4] Der Besitzerwechsel brachte eine Logoänderung mit sich.